# Историја Новог Београда
У Крушевском поменику од 1713. године записано је да је село Бежанија постојало још за време турске владавине. Најстарији документи бележе да је у то време садашња Бежанија, односно територија општине Нови Београд, имала 32 дома, да би 1810. године имала 115 домова. у XVIII веку насеље је било искључиво српско, а после одласка Турака, за време Аустроугарске, насељавају се и друге националности: Немци, Мађари и Хрвати. Док су Турци још увек били у Београду, на левој страни Саве је била подигнута караула, зграда на спрат названа "Мртва стража", а незванично "Бурма", срушена крајем XIX века. Између два светска рата, територија садашње општине Нови Београд, се све више насељавала, тако да поред села Бежаније, ничу Ново насеље и Старо сајмиште. Пошто су ова насеља била углавном радничка, мења се и национални састав на овом подручју.

## Између два светска рата
Још у предратном периоду, између два светска рата, рађала су се идеје и стварали урбанистички планови о изградњи града на левој обали Саве, између Земуна и Београда. Ширење Београда на леву обалу Саве предвиђено је и генералним урбанистичким планом Београда из 1923. године. Планска изградња започела је 1924. године, када је почела изградња аеродрома, а нешто касније и фабрике „Рогожарски“. Ваздушно пристаниште Београд се налазило на Дојном пољу испод Бежанијске косе. Године 1934. поново је урбанистички план који је обухватао садашњу територију Новог Београда, на основу којег је, на месту званом Старо сајмиште, изграђен и отворен Сајам 1938. године. Очувани су и други документи, као што је и примерак листа новина „Нови Београд“ (изашао 17. јануара 1930. године у Земуну), чији је власник и уредник био Александар Врањешевић, затим низ докумената који говоре о изградњи Новог Београда. године 1933. формирано је удружење које је носило име „Удружење за улепшавање леве обале Саве - Нови Београд“, а 1924. године кафана у Новом насељу, чији је власник био Петар Кокотовић, земљорадник из Бежаније, носила је „Нови Београд“.
Према чланку из предратног "Времена", насеље Нови Београд је настало 1932. У време градње моста Краља Александра настао је троугао између три насипа, за пут према Земуну и према Сави, и од раније насип железничке пруге, тако да подручје заштићено од поплава. Утрине и пашњаци (по другом опису мочварно земљиште са шеваром и врбама), пресечени друмом Марије Терезије (простор каснијег Блока 18), припадали су Земљишној задрузи бежанијских сељака. Нерентабилни комплекс је испарцелисан и раздељен члановима, који су их онда продавали, у почетку врло јефтино, 12,5 дин. по квадрату. До 1940. настало је насеље са седам нумерисаних, паралелних улица, са 450 кућа и преко 3.000 становника - цена квадрата земље је скочила на 170-250 динара. Београдска општина је покушавала да уклони бесправно подигнуто насеље, али Државни савет је то одбацивао. Подизање комплекса Сајмишта је било проблематично, јер је насеље, пресецањем бившег друма Марије Терезије, остало без најкраће везе са Земуном и Београдом. Електрично осветљење је уведено у новембру 1936. Куће су биле поплављене Савом у марту 1937. Наводно се прва крађа у насељу догодила у августу 1938. Насеље је 30. септембра 1940. добило основну школу са 90 ђака, у приватној згради Пете улице. Славили су св. Петра и Павла, први пут 1935.
Подвожњак испод пруге Београд-Земун, намењен друму према аеродрому, који би био почетак пута према Загребу, грађен је 1938.
Пошто су у касну јесен 1937. премерили поплављени терен и следећег фебруара потписали уговор са београдском општином, Данска група је 1938. насула крак Дунава, познат као Дунавац или Зимовник, и кејом утврдила леву обалу Саве, од Моста краља Александра до Дунава, с намером да се насипањем 4 метра песка створи 60 хектара простора за будуће насеље, такође називано "Нови Београд". Радови су почели 1. марта, а званично их је отворио председник владе Стојадиновић у мају те године. Пронађено је доста предмета, од мамутовог зуба до граната из Светског рата, што је поклоњено музеју града, а радови су документовани фотографијама и филмом у боји.
На левој обали Саве између два моста, 1939. је настало "водено насеље", са дереглијама претвореним у станове, међу њима је била и једна кафана.

## Други светски рат
У Народноослободилачком рату становништво овог подручја је масовно учествовало. Од 6.000 становника, У НОБ-у је било више од 500 бораца, од којих око 330 у јединицама НОВЈ. Погинуло је 124 становника, од којих 94 бораца на фронту у јединицама НОВЈ. Стање на овој територији било је посебно тешко, јер је око 120 насељених припадника немачке националности ступило у оружане немачке окупационе формације. И поред великог притиска окупатора и домаћих издајника, на подручју бивше бежанијске општине у току рата формиране су партијске ћелије, скојевски активи и народноослободилачки одбори и отпор непријатељу је пружан веома организовано.

## Почетак изградње
Идеје о изградњи Новог Београда, почеле су се остваривати после Другог светског рата, у новој Југославији.
Изградњу Новог Београда започеле су 1948. омладинске радне бригаде, из свих крајева Југославије. Пре званичног почетка изградње, још 1947. пет бригада, са око 1500 бригадира, је вршило припремне радове и то: Друга жупско-моравска, осма пиротска, двадесет осма косметска, прва славонска и осма личка бригада. Грађен је пут Београд - Земун, превожен камен и утврђивана обала Дунава.
На левој обали Саве у три петогодишња плана требало је да никне нови град са облакодерима, широким улицама, многобројним шеталиштима и са свим савременим захтевима модерног урбанизма. Нови Београд подељен је на девет градилишта. Палача Предсједништва владе и зграда хотела на Дунаву су највећи започети објекти. Први објект добио је име градилиште број VII, други градилиште број VIII. Ове зграде требало је подићи на несигурном, подводном  терену. Требало је дакле савладати проблем тла, које се угиба и под тежином малих зграда, а камоли таквих колоса, које на њему треба подичи. Многи су одустајали од таквог посла већ унапред. Али међу онима који је требало да изврше тај посао био је већи број оних који су веровали у властите снаге. Радничке бригаде су читаве двије године непрекидно дан и ноћ и дошли до позитивних резултата. Прије него су на том делу никли још нејасни облици појединих делова будућег града на том терену вршена су истрајна испитивања. Дошли су и стручњаци машинама за градњу у мочварном терену, које су биле сличне на торњеве за бушење извора нафте. Стручњаци су их називали просто »макаре«. Тридесетак таквих машина пробијало је у земљу понекад и 30 м дубоко стубове-пилоне. Колико ће пилони ићи у дубину одредили су техничари и геометри, који су испитивали терен и извршили претходна бушења тла. Кад би пилони продрли у дубину, колико је то било потребно у њихову шупљину наливан је цемент и стављене гвоздене шипке „анкери”. Тако су постављени ступови на којима почива зграда Председништва владе. Тек после тога започело је дизање бетонске конструкције. За довоз материјала потребног за подизање зграде постављена је железничка пруга, негде и са више колосека. Возови и камиони свакога дана доносили су тисуће тона разноврсног грађевинског материјала који је брзо нестајао или у дрвеној конструкцији за армирање, или у пространим чељустима големе дизалице „Wоlfkran”, која је имала задатак да разноси бетонску масу на лево и десно крило зграде. У 1948. години подигнуто је читаво десно крило. У 1949. години завршена је цела конструкција и палача Предсједништва владе стављена под кров. Слична је била и изградња репрезентативног хотела, која је лежала на мочварном тлу. На њој примењен је други систем градње. Уместо стубова зграда лежи на дебелој армирано-бетонској плочи, која правилним оптерећивањем одржава сигуран положај зграде. На згради хотела плански задатак за 1949. годину извршен је са 122%.
Студентско насеље носи назив градилиште број IХ који није обухваћао само стамбене зграде студената, него и две стамбене зграде на пет катова са стотину станова за службенике, затим шумарски, економски, правни факултет, зграду хидрометеоролошке службе, Дом културе и многе друге објекте. Градилиште број IХ. је у току две године радило на 262 објекта, од којих је већина била брзо завршена. Поред осталог изграђени су станови за 5.000 стручних радника подузећа „Нови Београд”. Крајем јула 1949. ово градилиште освојило је прелазну заставу савезне владе, као најбоље у читавој земљи. Студентско насеље у садашњим оквирима обухваћа четири блока у облику слова L, који су крајем 1949. године били завршени. Свака њихова зграда дуга је 102 метра и у све заједно може да стане 4.000 студената.
Од три тадашња градилишта највеће је била стамбена колонија — градилиште број VI. Њени објекти нису били највећи али их је било највише. На њој се градило 42 петоспратнице. Ова стамбена колонија обухвата 2.800 станова.
Градилиште број І. је био велики „Дом ученика у привреди”. Поред дома градилиште обухвата модерну циглану, која је пуштена у погон у августу 1949. Дневни капацитет циглане износио је 100.000 комада.
Градилиште број II. је већ довршено пет високих пећи за креч.
Градилиште број III. изводило је нискоградње на Новом Београду. То су биле улице, помоћни колосеци, насипање терена и слично.
Градилиште број IV. изводило је радове на дунавском пристаништу.
Градилиште број V. радило је канализацију и водоводне радове на Студентском насељу.
У петогодишњем плану аутопут Братство-јединство имао је десет врста радих позиција, док је у Новом Београду било 42 радних позиција.
Борба за високу продуктивност рада
Полугодишњи план за 1949. извршено је прије рока, упркос кишама које су омеле градилиште. Разлог за то су упорни радници, који су се често успоређивали са познатим рударима који су такмичили по ископу руде. Код радника омладинских бригада то су радиле најбоље петорке. Иницијативу за покрет високе продуктивности дали су најбољи зидари-омладинци. По новој методи зидања је први почео да ради чобанин Радомир Милосављевић који је озидао 33 кубних метара за осам сати рада. Његову иницијативу прихватили су и остали зидари. Тако је ускоро омладинац Јован Гемериј оборио рекорд на 45 кубика зида у једној смени. Следио је рекорд од Јосипа Блажека, поново од Јована Милосављевића, зидара Николића, па Радомира Милосављевића по други пут, који је уз помоћ двојице неквалифицираних радника (додавач цигли и додавач малте) озидао у једној смени 100,45 кубика. Његове брзе руке су уграђивале по четири цигле у секунди.
Тај начин зидања је био једноставан и лак али је захтевао и добру организацију. Тако је годишњи план био извршен 2 дана испред рока. Покрет за високу продуктивност пренео се и на остале врсте послова. После зидара са циглама највише успеха је имао зидар-малтер. Тако је омладинац Омер Буквић успео да у једној смени омалтерише
512 квадратних метара зида. Тако је покрет за високу продуктивност рада постао својина свих градитеља, што је помогло да на многим местима уклоне недостатке у организацији рада. Извршење плана кренуло је брже и сигурније.
835 ударних бригада
1948. на разним градилиштима Београда учествовало је 50.000 омладинаца у редовима омладинских радних бригада. Те године годишњи план је завршен 29. новембра, на Дан Републике. 239 бригада проглашено је ударним, неке од њих су добиле тај назив већ по више пута. Из Народне Републике Хрватске проглашено је ударним око 100 бригада. Из те републике било је преко 3000 ударника. 9323 омладинаца и омладинки је добило частан назив ударника или је похваљено. У тој години учествовало је 6000 сталних стручних радника и 2000 фронтоваца сврстаних у посебне бригаде Народног фронта. Међу стручним радницима било је 202 ударника и 110 је било одликованих. 1949. радови су били знатно обимнији али се број градитеља није повећао. Те године је учествовало око 45.000 омладинаца и омладинки сврстаних у 400 бригада. 332 проглашене су ударним. 8620 радника је добило ударни назив и 17.000 похваљено. Поред омладинских бригада на градилиштима Новог Београда учествовало је и 206 посебних бригада Народног фронта Србије (ратни инвалиди). Ударна такмичења су спроводиле бригаде Народних фронта. Било је и такмичење са бригадама које су радиле аутопут Братства-јединства.
Поред физичког рада учесници су имали и друге форме политичке, културне, фискултурне и војничке курсеве. Социјалистичка школа је радила не само на изградњи него и на стицању знања и културе. Омладинци су за то време живели у омладинским логорима који су примили и до 10.000 омладинаца. Свака смена градитеља организовала је по један културно-уметнички фестивал и фискултурни слет. Око 23.000 бригадиста освојило је значку фискултурника. Одржано је око 70.000 спортских такмичења.
1950. на акцијама судјеловало је око 90.000 радника. Те године почели су зидање будуће концертне дворане, академије за уметност, музеја и павиљона за фреске, завода Александар Ранковић, модерног хотела и палаче Председништва владе. Задатак за 1950. годину је био доста већи него претходне две године.

## Београдска општина
Када је, 1952. године, формирана општина Нови Београд, до тада Х рејон града Београда, имала је 8.000 становника. Ради настављања и успешније изградње Новог Београда, у априлу 1956. године формирана је дирекција за изградњу Новог Београда. Од 1960. године поново су започете активности на изградњи стамбених објеката, а 1962. године изграђен је и коначни регулациони план.
Као трећа фаза изградње Новог Београда обележена је 1968. година када су омладинске радне бригаде наставиле изградњу стамбених и пословних објеката. Радови на новој траси пруге и ауто-пута преко Новог Београда званично су започели 11. априла 1968. Док је у претходних 20 година изграђено 22.000 станова и неколико административних зграда и индустријских објеката, до 1980. је планирана градња још 48.000 станова и многих других зграда, улица, паркова.
Крајем августа 1984. Нови Београд је повезан трамвајем са старим делом града.